# Apanteles madecassus
Apanteles madecassus är en stekelart som beskrevs av Granger 1949. Apanteles madecassus ingår i släktet Apanteles och familjen bracksteklar. Inga underarter finns listade i Catalogue of Life.